# Бут, Джон Уилкс
Джон Уилкс Бут (англ. John Wilkes Booth; 10 мая 1838, Бэл-Эр, Мэриленд — 26 апреля 1865, Боулинг-Грин, Виргиния, США) — американский актёр, убийца 16-го президента США Авраама Линкольна.

## Биография
Родился в городке Бэл-Эр (штат Мэриленд).
Из актёрской семьи Бутов. Отец, Джуниус Брутус Бут (1796—1852) в 1815 году дебютировал в Лондоне, играл в театрах «Ковент-Гарден» и «Друри-Лейн» (роль Яго с Э. Кином — Отелло); с 1821 года в США. Старший брат, Эдвин Томас Бут (1833—1893), также прославился исполнением шекспировских ролей, современники особо отмечали Гамлета, сыгранного им подряд 100 раз; руководимый им в 1869—1874 годах театр был своеобразной школой актёрского мастерства; гастролировал в Европе. В 1913 году на Бродвее был открыт «Театр Бута».
Сам Джон Уилкс Бут, по семейной традиции, также был актёром шекспировского репертуара. В семнадцать лет дебютировал на театральной сцене и скоро стал одним из самых известных актёров своего времени. Сотрудничал с ричмондским театром «Shakespearean company».
Джон Бут был ярым противником аболиционистов, которые хотели покончить с рабством в США. В 1859 году он присутствовал на казни борца против рабства Джона Брауна — Бут был одним из солдат, охранявших место казни, и стоял рядом с эшафотом. Во время Войны Севера и Юга стал тайным агентом Конфедерации, доставлявшим ей контрабандные медикаменты. Участвовал в антиправительственном заговоре, участники которого обдумывали сначала похищение президента Авраама Линкольна, затем, ближе к окончанию войны — убийство его и основных членов правительства США. Помимо Линкольна заговорщики планировали убить вице-президента Эндрю Джонсона и государственного секретаря Уильяма Сьюарда, однако покушения на двух последних не удались.
14 апреля 1865 года во время спектакля в театре Форда в Вашингтоне выстрелом из пистолета Дерринджер смертельно ранил в голову президента Линкольна. Бут не был занят в спектакле, шедшем в тот день, и вообще ранее играл в театре Форда всего два раза, однако часто там бывал у своих друзей-актёров и хорошо знал как здание, так и репертуар. Во время самой смешной сцены комедии «Мой американский кузен» он вошёл в ложу президента и выстрелил в него после одной из реплик с тем расчётом, чтобы звук выстрела был заглушён взрывом хохота. Считается, что Бут при этом воскликнул: «Такова участь тиранов» (лат. "Sic semper tyrannis!" — девиз Виргинии, в свою очередь повторяющий слова, которые в момент гибели Юлия Цезаря якобы произнёс другой известный убийца главы государства с созвучным Джону Уилксу Буту именем Марк Юний Брут). Дружба Бута с хозяином театра, известным импресарио Джоном Фордом, принесла тому крупные неприятности — заподозренный в соучастии в убийстве, он на полтора месяца оказался в тюрьме, пока не был оправдан за отсутствием улик, а сам театр был впоследствии конфискован правительством.
В возникшей суматохе Буту удалось скрыться, но поздним вечером в среду 26 апреля 1865 года он был настигнут полицией в штате Виргиния в амбаре, где скрывался с одним из подручных. Амбар подожгли, Бут вышел, вооружённый револьвером, и в этот момент был смертельно ранен в шею сержантом Бостоном Корбеттом. Последние слова, которые были сказаны Джоном Бутом: «Передайте моей матери, что я умер, сражаясь за свою страну».
С 1907 г. стали распространяться гипотезы о том, что реальный Джон Бут скрылся от преследования, избежал суда и, меняя имена, дожил до весьма преклонного возраста, умер в начале XX века. Первым эту гипотезу опубликовал юрист Финис Бейтс, согласно которому подлинный Джон Бут, будучи тяжело болен, исповедался в апреле 1900 года, признался в том что он и есть Джон Бут и, что он «убил лучшего человека, который когда-либо жил», однако после этого ему удалось выздороветь и снова скрыться, пока в 1903 году он не совершил самоубийство. В 1920-е гг. по Америке странствовала экспозиция с забальзамированным трупом, который был куплен предпринимателями у вдовы Ф. Бейтса для экспозиции по стране как «тело убийцы Линкольна». Многочисленные запросы об эксгумации тел Джона Бута и Эдвина Бута, для проведения ДНК-экспертизы, в том числе и от их потомков, которые начали поступать с 1990-х гг. и до сих пор, с целью подтвердить или опровергнуть эти утверждения, последовательно отклоняются властями.

## Киновоплощения
- Рауль Уолш — «Рождение нации», The Birth of a Nation, США, 1915
- Уильям Ф. Моран — Авраам Линкольн, Abraham Lincoln, США, 1924
- Ян Кейт — Авраам Линкольн, Abraham Lincoln, США, 1930
- Фрэнсис Макдональд — «Узник острова акул», The Prisoner of Shark Island, США, 1936
- Джон Дерек — «Принц игроков», Prince of Players, США, 1955
- Брэдфорд Диллман — «Заговор против Линкольна», The Lincoln Conspiracy, США, 1977
- Джулиан Фёрт — «Ослеплённый желаниями», Bedazzled, США, 2000
- Крис Коннер — «Боги и генералы», Gods and Generals, США, 2003
- Кристиан Камарго — «Сокро́вище на́ции: Кни́га тайн», National Treasure: Book of Secrets, США, 2007
- Тоби Кеббел — «Заговорщица», The Conspirator, США, 2010
- Джесси Джонсон — «Убийство Линкольна», Killing Lincoln, США, 2013, ТВ
- Келли Блац - «Вне времени», Timeless, США, 2016, ТВ
- Энтони Бойл - «Охота за убийцей», Manhunt, США, 2024, AppleTV+